# IC 3818
IC 3818 је спирална галаксија у сазвјежђу Береникина коса која се налази на листи објеката дубоког неба у Индекс каталогу.
Деклинација објекта је + 21° 45' 7" а ректасцензија 12h 49m 46,8s. Привидна величина (магнитуда) објекта IC 3818 износи 15,2 а фотографска магнитуда 16,0.